# Pyraustinae
Sous-famille
Synonymes
- sous-famille Agroterinae[2]
- sous-famille Botynae[2]
- sous-famille Dichocrociinae[2]
- sous-famille Ennychiinae[2]
- sous-famille Euclastinae[2]
- sous-famille Hapaliinae[2]
- sous-famille Hymeniinae[2]
- sous-famille Margarodinae[2]
- sous-famille Margaroniinae[2]
- tribu Pyraustini[2]

Les Pyraustinae sont la plus grande sous-famille d’insectes lépidoptères de la famille des Crambidae. Elle regroupe environ deux mille espèces, dont la majorité proviennent des régions tropicales mais certaines peuvent se rencontrer dans les régions tempérées comme en Europe et en Amérique du Nord. Au moins 40 espèces vivent au Royaume-Uni et plus de 70 aux États-Unis. De nombreuses espèces des Pyraustinae ont des larves qui vivent dans les tiges et les fruits des plantes. Le genre Ostrinia compte plusieurs espèces considérées comme des ravageurs des cultures (comme la pyrale du maïs).
Les taxinomistes ne s'accordent pas sur la place des Crambidae, certains d'entre eux la considérant comme une sous-famille de Pyralidae. Dans ce cas, la sous-famille des Pyraustinae est considérée comme une sous-famille séparée au sein des Pyralidae.

## Genres rencontrés en Europe
- Achyra Guénée 1849
- Algedonia Lederer 1863
- Anania Hübner 1823 - dont la pyrale de l'ortie (Anania hortulata)  et la pyrale du sureau (Anania coronata)
- Ebulea Doubleday 1849
- Ecpyrrhorrhoe Hübner 1825
- Euclasta Lederer 1855
- Harpadispar Agenjo 1952
- Loxostege Hübner 1825
- Meridiophila Marion 1963
- Nascia Curtis 1835
- Opsibotys Warren 1890
- Ostrinia Hübner 1825 - dont la pyrale du maïs (Ostrinia nubilalis)
- Palepicorsia Maes 1995
- Paracorsia Marion 1959
- Paratalanta Meyrick 1890
- Perinephela Hübner 1825
- Phlyctaenia Hübner 1825
- Psammotis Hübner 1825
- Pyrausta Schrank 1802
- Sclerocona Meyrick 1890
- Sitochroa Hübner 1825
- Spoladea Guénée 1854
- Udea Guénée 1845
- Uresiphita Hübner 1825

## Autres genres
- Acropentias Meyrick, 1890
- Aethaloessa Lederer, 1863
- Aetholix Lederer, 1863
- Agastia Moore, 1881
- Nevrina Guénée 1854
- Nomophila Hübner, 1825
- Notarcha Meyrick, 1884
- Oligocentris Hampson, 1896
- Omiodes Guénée 1854
- Omphisa Moore, 1886